# Hadj Belkheir
Hadj Belkheir (12 mei 1977) is een Algerijns bokser, die uitkomt bij de vedergewichten. Hij nam eenmaal deel aan de Olympische Spelen, maar behaalde hierbij geen medaille.
Op de Afrikaanse Spelen in 2003 in het Nigeriaanse Abuja behaalde Belkheir een gouden medaille. In de finale versloeg hij
de Muideen Ganiyu.
Op de Olympische Spelen van Athene verloor Belkheir in de eerste ronde van de
Rus Aleksej Tisjtsjenko, de latere winnaar van het Olympisch toernooi.

## Prestaties
| Jaar | Wedstrijd         | Plaats | Resultaat | Gewichtsklasse |
| ---- | ----------------- | ------ | --------- | -------------- |
| 2003 | Afrikaanse Spelen | Abuja  | 1e        | vedergewichten |